# The Creedence Clearwater Revival Definitive Collection
The Creedence Clearwater Revival Definitive Collection és un disc de Creedence Clearwater Revival editat i comercialitzat per Fantasy Records, l'any 1993.

## Llista de cançons
- Green River - 2:31
- Proud Mary - 3:07
- Bad Moon Rising - 2:20
- Travelin Band - 2:07
- Who´Ill Stop The Rain? - 2:28
- Down On The Corner - 2:43
- Lodi - 3:08
- Up Around The Bend - 2:40
- Have You Ever Seen The Rain? - 2:39
- Lookin Out My Back Door - 2:31
- It Came Out Of The Sky - 2:52
- Sweet Hitch-Hicker - 2:55
- Molina - 2:41
- Born On The Bayou - 5:14
- Tombstone Shadow - 3:36
- Don't Look At Me Now (Aint You Or Me) - 2:10
- Hey tonight - 2:41
- Pass The Voice - 11:02
- Fortunate Son - 2:20
- Cotton Fields - 2:53